# إد ريد (منافس ألعاب قوى)
إد ريد (بالإنجليزية: Ed Red)‏ هو منافس ألعاب قوى أمريكي، ولد في 6 مارس 1942 في كيلغور في الولايات المتحدة.

## وصلات خارجية
- إد ريد على موقع أوليمبيديا (الإنجليزية)